# Mythologie lettone

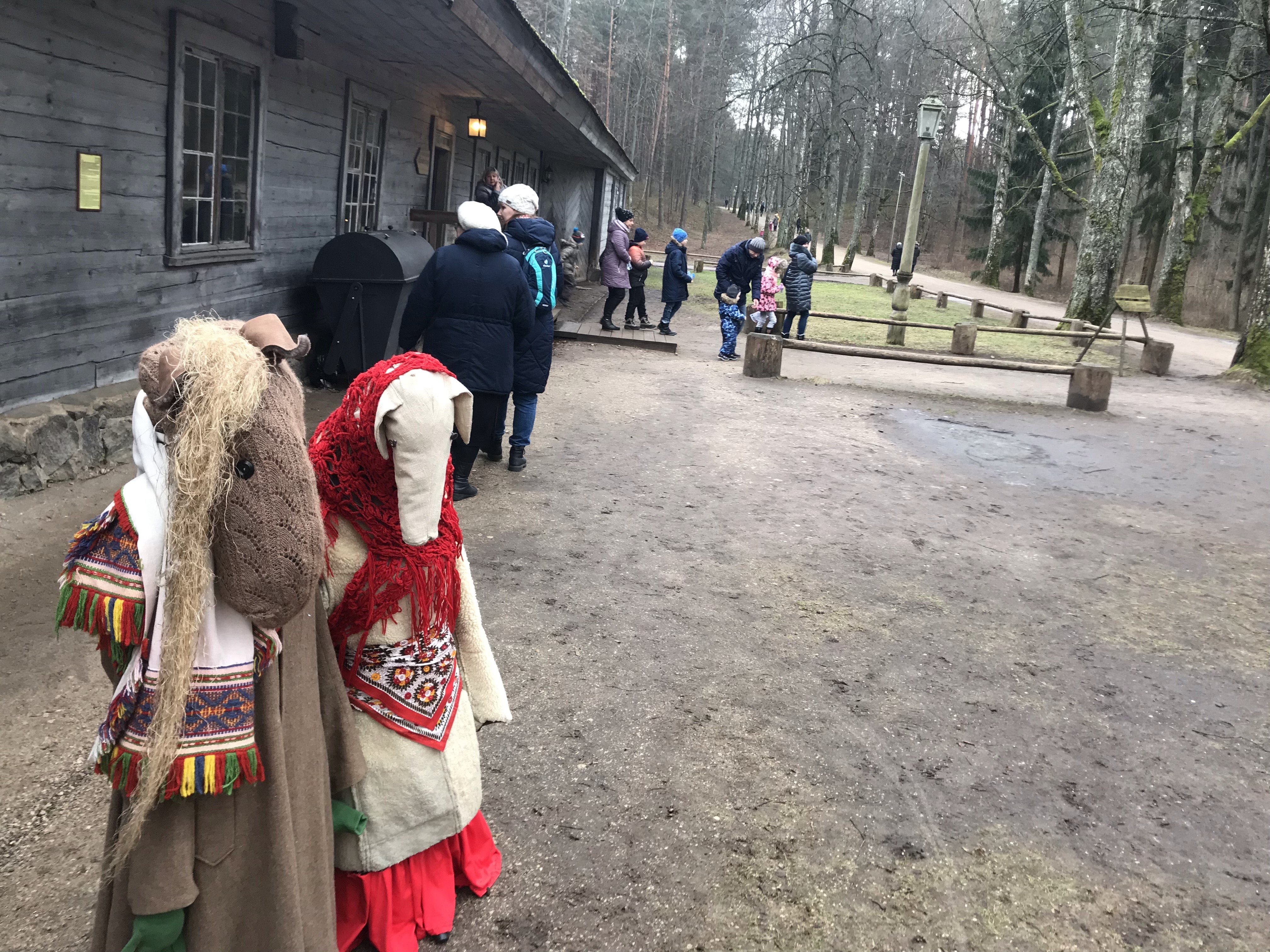
Célébration de la fête de Meteni en 2020

La mythologie lettonne est la mythologie du peuple letton avant sa christianisation au XIIIe siècle. Elle contient un panthéon composé de dieux, déesses, démons, mais aussi de « mères ». Les deux divinités principales sont Dieu ("Dievs" en letton) et Laima. La mythologie lettonne est abondamment évoquée par les chansons traditionnelles, les dainas.

## Saisons et fêtes principales
Les Lettons divisaient leurs années en huit saisons. Le passage d'une saison à la suivante était marqué par une fête.
| Saison moderne | Équivalent letton                       | Fêtes : de début - de fin                   |
| -------------- | --------------------------------------- | ------------------------------------------- |
| Hiver          | Temps de la froidure (« Ziemas laiks ») | Noël («Ziemassvētki » en letton) – Meteņi   |
| Hiver          | Temps de la glace («Sērsnu laiks»)      | Meteņi – Paques («Lieldienas» en letton)    |
| Printemps      | Temps du renouveau (« Pavasara laiks ») | Pâques («Lieldienas » en letton) – Jurģi    |
| Printemps      | Temps des semailles (« Sējas laiks »)   | Jurģi – Jāņi                                |
| Été            | Temps du battage (« Siena laiks »)      | Jāņi – Māras                                |
| Été            | Temps de l'automne (« Rudens laiks »)   | Māras – Miķeļi                              |
| Automne        | Temps des esprits (« Veļu laiks »)      | Miķeļi – Mārtiņi                            |
| Automne        | Temps des frimas (« Ledus laiks »)      | Mārtiņi – Noël (« Ziemassvētki » en letton) |

## Autres fêtes mineures
1. "Barbes diena" ou "Barbanas diena"  - 1er décembre : Célébration de la fertilité des agneaux et des brebis. L'usage d'aiguilles ou d'autres objets pointus était interdit ce jour-là. On mangeait des boulettes.  Différents rituels visaient à garantir la santé et la fertilité des moutons.
2. "Zvaigznes diena" (Jour de l'étoile) ou  "Pagānu Svētdiena" (Dimanche païen) - 6 janvier
3. "Teņa diena"(Jour des messieurs) ou "Zirgu diena" (Jour des chevaux ) -  célébré le 17 janvier[1] encore nommé : "Tuņņa diena" ou "Tanis diena" ou "Tenīša diena" ou "Cūkaušu diena" ou "Kunga diena" était un jour sacré, en l'honneur des cochons. Le christianisme a récupéré cette fête sous couvert de la Saint-Antoine. Une tête de cochon était placée sur un rocher pour protéger les hommes du tonnerre et de la foudre. Au déjeuner, on mangeait de la tête et des pieds de cochon ; les restes étaient brûlés à l'endroit où les cochons seraient élevés l'année suivante. Pendant la journée, les citadins chantaient la fertilité du cochon. Semer et se livrer aux travaux d'aiguille était interdit, ainsi que boire chez soi. Un jour brumeux était réputé annoncer des inondations, alors qu'un jour ensoleillé annonçait de bonnes moissons et un jour sec annonçait la sécheresse.
4. "Vēja diena" (Jour du vent) dit aussi selon les régions "Sveču diena" (Jour des bougies) [2], "Svecaine", "Grabenīca", "Groninica", "Govju diena" (Jour de vaches) , "Murkšķu diena", "Ziemas Māras diena"- 2 février : aucune festivité n'était prévue, mais les rituels étaient destinés à calmer les ardeurs du vent lors de l'été à venir. Il est déconseillé aux femmes de se peigner les cheveux, de faire cuire du chou et de manipuler les aiguilles. Celui qui veut passer une année heureuse doit manger beaucoup et beaucoup rire[3].
5. "Biezputras diena" (Jour du gruau) - 4 février : Célébré le dimanche avant Meteni. Le gruau non consommé était amené dans les collines pour nourrir les bergers pendant tout l'été. Le gruau est en fait remplacé par de l'eau. Un nouveau berger est initié en transportant la jarre d'eau dans les collines, puis il est trempé dans l'eau.
6. "Agatas diena" (Jour d'Agathe) - 5 février. On ne devait pas travailler de ses mains. On bénissait le pain, l'eau et le sel. On accrochait sous le toit un sac de sel béni pour protéger la maison de l'incendie. On croyait qu'avec du pain bénit le jour d'Agathe on pouvait étendre l’incendie, en faisant trois fois le tour de la maison et en jetant le morceau de pain dans les flammes[4].
7. "Svētā Kazimira diena" (Jour de Saint Casimir) - le 4 mars, ce jour célèbre le retour des alouettes.
8. "Pelnu diena" ou "pelnu trešdiena" (Jour de cendres) - (entre le 4 février et le 10 mars) septième mercredi avant les Pâques. Ce jour est lié aux déménagements. Quand le jeune couple part s'installer ailleurs, ils emportent avec eux les cendres de la cheminée de la maison de leurs parents. Dans le sens plus prosaïque, on saupoudrait de cendres les animaux de la ferme pour éloigner les parasites.
9. "Kustoņu diena" (Jour des alouettes) était célébré le 17 mars. Afin de se préserver des insectes et des reptiles, cette journée devait être exempte d'activités liées aux plantations. Il était interdit de couper du bois pour la même raison. Le moulin à farine devait tourner neuf fois dans la matinée, pendant que les alouettes étaient amenées depuis les maisons afin de se prémunir contre les insectes pendant l'été. Étendre les toiles était interdit car cela était censé attirer les loups. Broder ou coudre était aussi interdit, car sinon les vers pouvaient infester les moissons et les taupes creuser leurs trous. Cette célébration portait d'autres noms, dont tardivement "Ģertrūdes diena" (Jour de Gertrude).
10. "Bindus diena" (Jour des créatures), fête mineure célébrée le 18 mars, Elle fut ultérieurement renommée "Binduļa diena", en l'honneur du saint Benoît de Nursie. Cette fête fut d'abord associée aux insectes, dans le prolongement du "Kustoņu diena" (Jour des alouettes) célébré la veille. Puis elle se singularisa : Tout le monde devait être éveillé avant le lever du soleil; l'eau ne devait pas être versée dans les granges. Le dos des vaches et les caves devaient être lavés. Les ours sont censés se réveiller ce jour-là puis se rendormir. Entrer le bois ce jour-là amène les serpents dans la maison. Les averses, les brindilles et la paille attireront aussi les serpents. Les pommes de terre et les choux ne doivent pas être plantées ce jour-là. Les autres noms de cette fête sont Binduļa diena, Benedikta diena, Bimbuļu diena.
11. "Jurģu diena" (Jour de Grégoire) ou "Jurģi", ou encore "Ūsiņi", fête mineure consacrée au dieu Ūsiņš célébrée le 23 mars, équivalente au Jour de la marmotte.  Si un renard émergeait de son terrier, cela indiquait le début du printemps, sinon il fallait attendre deux semaines de plus.
12. "Pavasara māra" - 25 mars
13. "Tipša diena" célébré le 14 avril. C'est le jour du labour où la première arche est mise en terre.
14. "Urbanas diena" était une fête qui se tenait le 25 mai, le jour le plus propice pour semer  l'avoine, l'orge, le lin et les concombres. Les pommes de terre, cependant, n'étaient pas plantées ce jour-là. Un jour ensoleillé signifiait une récolte saine, selon la croyance locale.
15. "Septiņu gulētāju diena" (Jour des sept dormeurs) - 27 juin. S'il pleut, il pleuvra encore sept jours d'affilée. Si sept jours plus tard il n'arrête pas de pleuvoir, la pluie va s'enchaîner sur sept semaines encore[5].
16. "Pētera diena" (Jour de Pierre)  ou "Lapu diena" (Jour des feuilles), "Pērkona diena" (Jour du tonner), "Zibens diena" (Jour de l'éclair) - 29 juin. S'il pleut, il va pleuvoir jusqu'au jour de Anna 26 juillet. Mais si le coucou arrête de chanter avant ce jour, l'automne sera ensoleillé.
17. "Septiņu brāļu diena" (Jour des Sept frères) - 10 juillet. S'il pleut, il pleuvra sept semaines d'affilée[6].
18. "Labrenča diena", "Brenča diena" ou "Uguns diena" (Jour du Feu) - le 10 août. Aucun feu n'est allumé ce jour-là afin d'éviter l'incendie le reste de l'année. Si toutefois on est obligé de faire le feu, il faut y jeter un morceau de pain. Tous les travaux doivent être terminés à la lumière du jour.
19. "Bērtuļa diena" ou "Bērtuļi" célébré le 24 août. Les anciens Lettons terminaient la récolte des céréales à l'époque de Bērtuļi, et c'était en partie un jour de repos. C'est la fin de la saison apicole, le miel d'été est récolté ce jour-là. C'est le début de la saison des airelles et des champignons. Les présages observés ce jour-là annoncent le temps de l'automne à venir.  Si les hirondelles disparaissent avant Bērtuļi, il y aura de la neige avant Miķeļi (29 septembre). S'il ne pleut pas le jour de Bērtuļi, il y aura de nombreux incendies en automne.
20. "Dvēseļu diena" (Jour des âmes"), aussi appelé "Visu Svēto Diena" (Jour de tous les Saints") - le 2 novembre - pour commémorer les morts. Une journée des âmes venteuse promet un hiver orageux et enneigé.